# Seguro a todo riesgo
El seguro a todo riesgo es aquel seguro de automóvil que cubre además de los daños a terceros, cuyo seguro es obligatorio por Ley, los daños propios, es decir el coche. Realmente no existe un modelo estándar de seguro a todo riesgo y cada compañía aseguradora tiene sus propios productos comerciales pero, en general, además de los daños producidos al vehículo, es habitual ofrecer otros seguros complementarios como seguro del conductor, responsabilidad civil voluntaria, defensa jurídica y reclamación de daños, asistencia mecánica, asistencia en carretera, robo, incendio, lunas, vehículo de sustitución, cobertura por la pérdida de puntos, etc.